# Mirów (gmina)
Pour les articles homonymes, voir Mirów.
La gmina de Mirów est une commune (gmina) rurale du powiat de Szydłowiec et de la voïvodie de Mazovie.
Son siège administratif (chef-lieu) est le village de Mirów qui se situe à environ 13 kilomètres au sud-est de Szydłowiec (siège de la powiat) et à 115 kilomètres au sud de Varsovie (capitale de la Pologne).
La gmina couvre une superficie de 53,05 km2 et comptait 3 802 habitants en 2006.

## Géographie
La gmina inclut les villages et localités de:

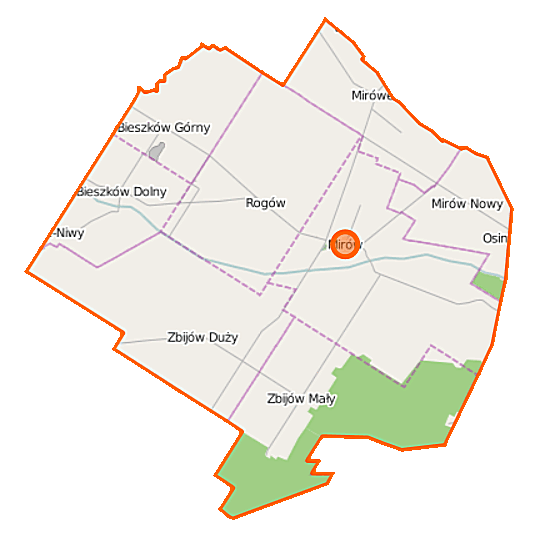
Plan de la gmina

- Bieszków Dolny
- Bieszków Górny
- Mirów
- Mirów Nowy
- Mirów Stary
- Mirówek
- Rogów
- Zbijów Duży
- Zbijów Mały

### Gminy voisines
La gmina de Mirów est voisine des gminy de:
- Jastrząb
- Mirzec
- Skarżysko Kościelne
- Szydłowiec
- Wierzbica

## Structure du terrain
D'après les données de 2002, la superficie de la commune de Szydłowiec est de 53,05 km2, répartis comme telle :
- terres agricoles : 63%
- forêts : 32%

La commune représente 14,93% de la superficie du powiat.

## Démographie
Données du 30 juin 2004 :
| Description        | Total  | Total | Femmes | Femmes | Hommes | Hommes |
| ------------------ | ------ | ----- | ------ | ------ | ------ | ------ |
| Unité              | Nombre | %     | Nombre | %      | Nombre | %      |
| Population         | 3 805  | 100   | 1 871  | 49,2   | 1 934  | 50,8   |
| Densité (hab./km²) | 54,3   | 54,3  | 26,7   | 26,7   | 27,6   | 27,6   |